# 山梨統括センター
山梨統括センター（やまなしとうかつセンター）は、東日本旅客鉄道（JR東日本）八王子支社の駅・運転士・車掌を所管する組織である。
2025年3月15日に甲府統括センター、大月営業統括センターを統合して発足。

## 所管

### 駅
- 甲府駅 - 所長所在駅
- 上野原駅★
- 四方津駅★
- 梁川駅☆
- 鳥沢駅☆
- 猿橋駅★
- 大月駅
- 初狩駅☆
- 笹子駅☆
- 甲斐大和駅☆
- 勝沼ぶどう郷駅★
- 塩山駅
- 東山梨駅☆
- 山梨市駅★
- 春日居町駅☆
- 石和温泉駅★
- 酒折駅★
- 甲府駅
- 竜王駅
- 塩崎駅★
- 韮崎駅
- 新府駅☆
- 穴山駅☆
- 日野春駅
- 長坂駅☆
- 小淵沢駅

★: JR東日本ステーションサービスに業務委託　☆: 無人駅

### 運輸
- 甲府駅近傍に設置（旧甲府運輸区）
- 担当線区（運転士）
  - 中央本線：東京～塩尻間（御茶ノ水～三鷹間は急行線のみ担当。快速電車は立川～高尾間のみ担当）
  - 篠ノ井線：塩尻～松本間
  - 青梅線：立川〜青梅間（DCのみ）
  - 横浜線：東神奈川〜八王子間（DCのみ）
  - 特急列車：あずさ、かいじ、富士回遊
  - 臨時列車：TRAIN SUITE 四季島（八王子～甲府間）、レール輸送車（DC）、配給列車（EL・EC）
- 担当線区（車掌）
  - 中央本線：東京～塩尻間（御茶ノ水～三鷹間は急行線のみ担当。快速電車は立川～高尾間のみ担当）
  - 篠ノ井線：塩尻～松本間
  - 特急列車：あずさ、かいじ、富士回遊

## 歴史
- 2022年3月12日 - 甲府営業統括センター（甲府、竜王、韮崎、日野春、小淵沢各駅の統合）・大月営業統括センター（大月、塩山各駅の統合）が発足。
- 2023年3月18日 - 甲府営業統括センターに、甲府運輸区を統合し、甲府統括センター発足。甲府営業統括センター、甲府運輸区を廃止する。
- 2025年3月15日 - 甲府統括センターに、大月営業統括センターを統合し山梨統括センター発足。甲府統括センター、大月営業統括センターを廃止する。

| スタブアイコン | サブスタブ | この項目は、まだ閲覧者の調べものの参照としては役立たない、鉄道に関連した書きかけの項目です。この項目を加筆・訂正などしてくださる協力者を求めています（P:鉄道/PJ:鉄道）。 |